# Василёк восточный
Василёк восто́чный (лат. Centaurēa orientālis) — травянистое растение; вид рода Василёк семейства Астровые.

## Ареал
Распространён в умеренных широтах Азии, в странах Восточной и Юго-Восточной Европы — Российской Федерации, Молдове, Украине, Болгарии, Македонии, Сербии.

## Описание
Многолетнее травянистое растение высотой 80–120 см, с перисто-разделенными листьями на длинных черешках и желтыми цветками, собранными в соцветие-корзинку диаметром до 3 см. Стебель в основании окружен тёмными волосовидными волокнами от распада прошлогодних листьев. Корзинки вместе с оттопыренными придатками диаметром 2–2,5 см. Придатки листочков обертки реснитчато-гребенчатые, светло или тёмно-коричневые. Имеется указание на гибриды с C. apiculata и C. pseudomaculosa.

## Классификация

### Синонимы
Согласно базе данных GBIF на март 2023 в синонимику вида входят следующие обозначения:
Гомотипные
- Centaurea neglecta Schott
- Centaurea rigidifolia Besser
- Centaurea rubescens Besser
- Centaurea stolensis Pancic

Гетеротипные
- Acrocentron orientale (L.) Á.Löve & D.Löve
- Centaurea neglecta Schott ex Spreng.
- Centaurea orientalis f. rubescens (Besser ex DC.) Pînzaru
- Centaurea orientalis subsp. orientalis
- Centaurea rigidifolia Besser ex DC.
- Centaurea rubescens Besser ex DC.
- Centaurea stolensis Pancic ex Nyman
- Centaurea tatarica L.fil.
- Centaurea theiantha (Spreng.)
- Colymbada orientalis (L.) Holub
- Cyanus orientalis (L.) Baumg.
- Psora orientalis (L.) Hill